# Henri Verbrugghen

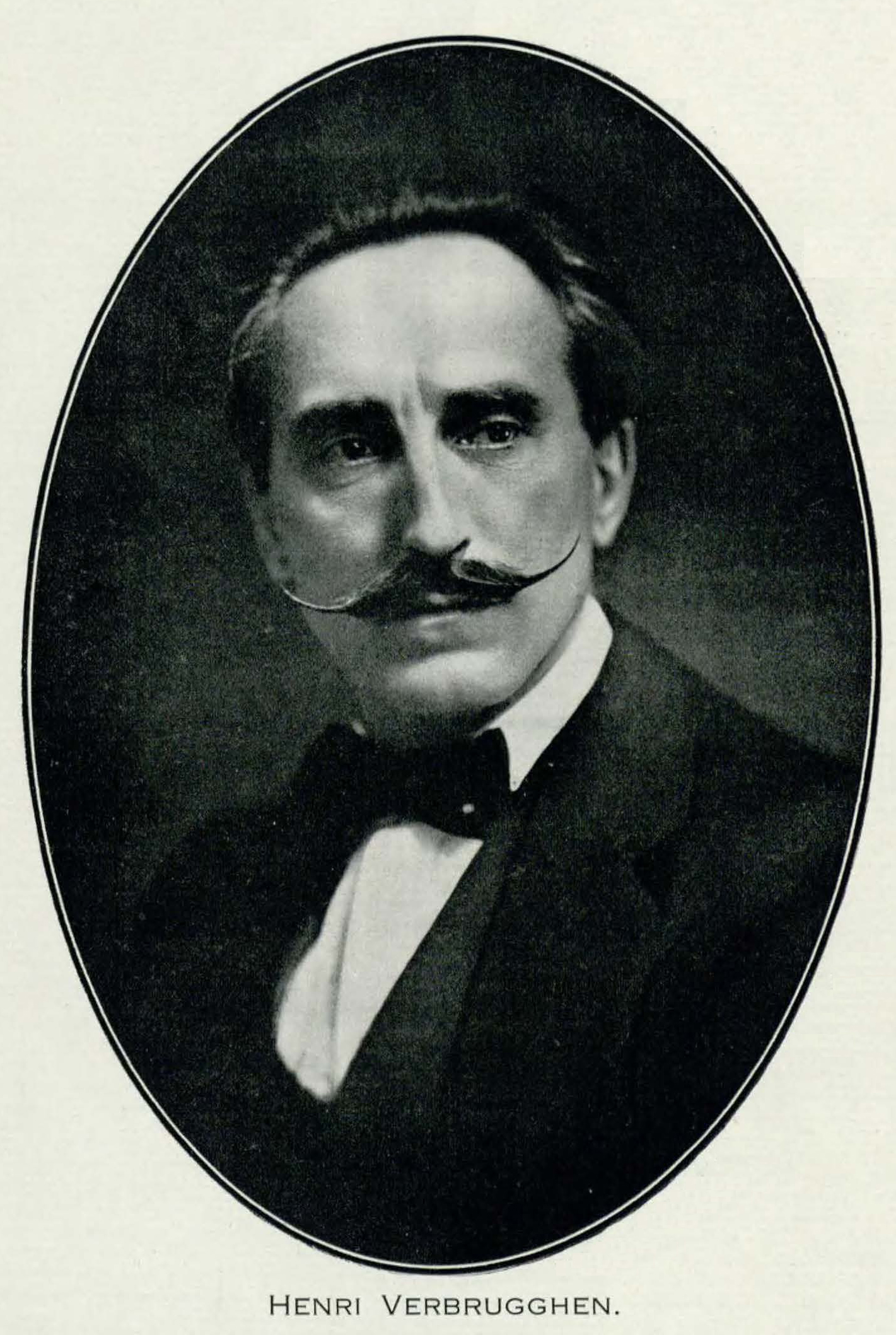
Henri Verbrugghen um 1920

Henri Adrien Marie Verbrugghen (* 1. August 1873 in Brüssel; † 12. November 1934 in Northfield/Minnesota) war ein belgischer Geiger, Dirigent und Musikpädagoge.

## Leben
Verbrugghen trat bereits im Alter von acht Jahren als Geiger auf und studierte von 1886 bis 1889 am Konservatorium von Brüssel bei Jenő Hubay. Mit Eugène Ysaÿe unternahm er 1888 eine Reise nach England. Ab 1893 war er Mitglied der Scottish Orchestra Company in Glasgow, seit 1903 dessen Konzertmeister unter Frederic Hymen Cowen. In der Sommerzeit trat er in Llandudno mit einem Orchester unter Jules Rivière auf, drei Jahre lang war er auch Mitglied der Concerts Lamoureux. Mit den Berliner Philharmonikern trat er 1899 unter Leitung von Henry Wood auf. Mit diesem arbeitete er ab 1903 drei Saisons als Konzertmeister bei den Sommer-Promenadenkonzerten des Queen’s Hall Orchestra in London zusammen.
Daneben unterrichtete Verbrugghen Violine, Kammer- und Orchestermusik am Athenaeum in Glasgow und wurde 1904 Violinprofessor an der Royal Irish Academy of Music in Dublin. Seit 1903 trat er mit einem eigenen Streichquartett auf, und 1907 spielte er die englische Erstaufführung von Jean Sibelius’ Violinkonzert. 1911 wurde er Dirigent der Glasgow Choral Union und trat in den nächsten Jahren als Dirigent in Paris, Brüssel, Berlin, München, und Sankt Petersburg auf.
1915 berief ihn Ambrose Carmichael auf fünf Jahre zum Direktor des neu gegründeten New South Wales State Conservatorium of Music nach Sydney, wo Roland Foster, Alfred Hill, Frank Hutchens, Cyril Monk und William Arundel Orchard zu seinen Mitarbeitern zählten. Er selbst unterrichtete Kammermusik, gab jährlich 24 Konzerte mit seinem Streichquartett und gründete ein Sinfonieorchester, mit dem er Konzerte in Melbourne, Adelaide und Neuseeland auftrat.
1922 ging Verbrugghen in die USA, wo er neun Jahre lang als Nachfolger von Emil Oberhoffer das Minneapolis Symphony Orchestra leitete. 1931 erlitt er einen Schlaganfall, nach dem er seine Dirigententätigkeit aufgeben musste. Von 1933 bis zu seinem Tod leitete er das Musikdepartment des Carleton College in Northfield, Minnesota. Im Zentrum des Repertoires Verbrugghens stand das Werk Ludwig van Beethovens, was ihm den Ruf eines Beethoven-Dirigenten par excellence brachte.